# Sherlock Holmes - La valle del terrore
Sherlock Holmes - La valle del terrore (Sherlock Holmes und das Halsband des Todes) è un film del 1962, diretto da Terence Fisher.
A dispetto di quanto possa suggerire il titolo italiano, la pellicola non è basata sul romanzo La valle della paura di sir Arthur Conan Doyle. In effetti, le versioni tedesca, inglese e francese del titolo significano "Sherlock Holmes e la collana della morte".

## Trama
Indagando su alcuni omicidi, Sherlock Holmes e il dottor Watson si imbattono nel loro eterno nemico, l'archeologo James Moriarty, a capo di una banda di ladri di tesori, e si mettono quindi alla ricerca di una preziosa quanto inestimabile collana appartenuta a Cleopatra, che risulta sparita subito dopo essere stata scoperta in Egitto.
Holmes e il suo assistente sospettano che la collana sia ora in possesso di Moriarty, sebbene l'ispettore Cooper di Scotland Yard non dia credito a ciò. Le indagini portano sulle tracce del collega di Moriarty, Peter Blackburn, il quale viene misteriosamente ucciso nella sua abitazione.
Con uno stratagemma Holmes riesce ad intrufolarsi nella casa di Moriarty, dove trova il cofanetto che custodisce la preziosa collana e a convincere così Cooper della colpevolezza di questi, sia per il furto che per gli omicidi: infatti, Blackburn è stato ucciso perché, portata via la collana dall'Egitto, aveva chiesto a Moriarty il 40% del suo valore.
Holmes riesce quindi a sventare i piani di Moriarty, il quale tenta invano di ucciderlo.

## Produzione
Co-produzione internazionale, il film venne prodotto dalla Central Cinema Company Film (CCC), Criterion Productions, Incei Film e dalla Constantin Film Produktion. Venne girato, dal luglio all'agosto 1962, ai CCC-Atelier di Spandau, a Berlino; a Londra e in Irlanda, a Dublino.

## Distribuzione
Distribuito dalla Constantin Film, uscì nelle sale cinematografiche della Germania Federale il 30 novembre 1962. In Italia, fu distribuito il 3 maggio 1963 dall'Omnia Deutsche Film Export, mentre in Francia uscì il 20 maggio 1964.

## Curiosità
Christopher Lee sarebbe tornato a vestire i panni di Sherlock Holmes altre due volte nei film televisivi Sherlock Holmes and the Leading Lady (1991) e Sherlock Holmes: Incident at Victoria Falls (1992).